# Wilkesland-Krater

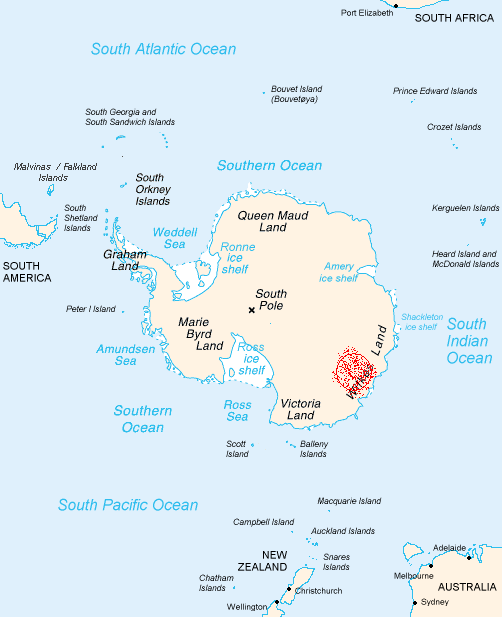
Lage des Kraters

Der Meteorit Wilkesland ist ein hypothetischer Meteorit, den Wissenschaftler für einen gewaltigen Einschlagkrater unter dem antarktischen Eis verantwortlich machen. Vermehrt wird den Folgen seines Einschlages auch das Massenaussterben an der Perm-Trias-Grenze zugeschrieben. Die wissenschaftliche Diskussion läuft (siehe auch: Bedout-Struktur und Sibirischer Trapp).

## Entdeckung des Einschlagskraters
Im Mai/Juni 2006 wurde bei Auswertungen der GRACE-Satellitendaten unter dem Eis Antarktikas in Wilkesland eine Mascon (Schwereanomalie) entdeckt, wie sie auf dem Mond in ähnlicher Art bekannt sind. Airborne-Radar-Bilder zeigten an der Stelle einen Krater mit fast 500 km Durchmesser. Der Krater entstand vermutlich vor ca. 250 Millionen Jahren durch den Impakt eines großen Meteoriten. Der Meteorit könnte einen Durchmesser von bis zu 50 km gehabt haben und hatte somit möglicherweise annähernd das 120-fache Volumen des Chicxulub-Meteoriten, der für das Aussterben der Dinosaurier vor 66 Millionen Jahren verantwortlich gemacht wird.
Die Wucht des Einschlags in Wilkesland war nach Meinung der Wissenschaftler für die damalige Erde und ihre Bewohner katastrophal. Hypothetisch ist er mitverantwortlich für das größte Massenaussterben der Erdgeschichte am Ende des Perms, bei dem rund 70 Prozent aller Landlebewesen und über 90 Prozent der marinen Arten ausstarben. Darüber hinaus trug der Einschlag vermutlich zur Bildung eines Grabens im östlichen Indischen Ozean bei und führte damit letztendlich zur Abspaltung Australiens vom Großkontinent Gondwana. Aus den die Umwälzungen überlebenden Spezies entwickelten sich die Dinosaurier, welche die Fauna  für die folgenden drei Erdzeitalter Trias, Jura und Kreide dominierten.